# Стоддард (Вісконсин)
Стоддард (англ. Stoddard) — селище (англ. village) в США, в окрузі Вернон штату Вісконсин. Населення — 840 осіб (2020).

## Географія
Стоддард розташований за координатами 43°39′44″ пн. ш. 91°12′46″ зх. д. / 43.66222° пн. ш. 91.21278° зх. д. (43.662276, -91.212749).  За даними Бюро перепису населення США в 2010 році селище мало площу 2,02 км², з яких 1,77 км² — суходіл та 0,25 км² — водойми. В 2017 році площа становила 1,81 км², з яких 1,62 км² — суходіл та 0,19 км² — водойми.

## Демографія
Згідно з переписом 2010 року, у селищі мешкали 774 особи в 335 домогосподарствах у складі 221 родини. Густота населення становила 383 особи/км².  Було 388 помешкань (192/км²).
Расовий склад населення:
| - 98,7 % — білих - 0,6 % — чорних або афроамериканців - 0,1 % — корінних американців - 0,1 % — азіатів |

До двох чи більше рас належало 0,3 %. Частка іспаномовних становила 0,8 % від усіх жителів.
За віковим діапазоном населення розподілялося таким чином: 23,8 % — особи молодші 18 років, 59,0 % — особи у віці 18—64 років, 17,2 % — особи у віці 65 років та старші. Медіана віку мешканця становила 40,6 року. На 100 осіб жіночої статі у селищі припадало 92,5 чоловіків;  на 100 жінок у віці від 18 років та старших — 88,5 чоловіків також старших 18 років.
Середній дохід на одне домашнє господарство  становив 62 867 доларів США (медіана — 51 313), а середній дохід на одну сім'ю — 81 569 доларів (медіана — 69 583). Медіана доходів становила 45 357 доларів для чоловіків та 38 661 долар для жінок. За межею бідності перебувало 9,7 % осіб, у тому числі 12,2 % дітей у віці до 18 років та 3,6 % осіб у віці 65 років та старших.
Цивільне працевлаштоване населення становило 433 особи. Основні галузі зайнятості: освіта, охорона здоров'я та соціальна допомога — 30,9 %, роздрібна торгівля — 15,7 %, виробництво — 15,7 %.